# ウィルバー・ロス
ウィルバー・ルイス・ロス・ジュニア（英語：Wilbur Louis Ross, Jr.、1937年11月28日 - ）は、アメリカ合衆国の実業家。ドナルド・トランプ政権で第39代商務長官を務めた。

## 人物・経歴
1937年11月28日にニュージャージー州ウィーホーケンに誕生する。1962年にハーバード大学経営大学院を優等で修了し、経営学修士（MBA）の学位を取得した。フォールクナー・ドーキンス・サリバン証券社長等を経て、1987年から2000年までロスチャイルド・プライベート・エクイティ・ファンドマネージャーを務めた。2000年に投資ファンドのWLロス&カンパニーを設立し、CEOに就任。国際鉄鋼グループ会長、国際石炭グループ会長、インターナショナル・オートモーティブ・コンポーネンツ・グループ会長等を歴任し、繊維・直接投資・電気通信・石炭・鉄鋼など様々な製造業で業績の悪くなった会社を再建したことで知られる。その手法はレバレッジド・バイアウトに特化しており、複数の企業を苦しませた。
1999年に幸福銀行を買収し、2001年に関西さわやか銀行（現在の関西みらい銀行）として再生させた。2003年にタイヨウ・パシフィック・パートナーズと共同で設立したタイヨウ・ファンドでは投資委員会会長を務め、年金積立金管理運用独立行政法人の資金の運用も行う。非営利組織であるニューヨークの日米交流団体ジャパン・ソサエティーで2005年から理事となり、2010年から会長を務めた。ジャパン・ソサエティーの会長の経歴も併せて、日本では知日派とも報じられている。東日本大震災では被災地支援基金を設立し、1388万ドルの寄付金を集めた。2014年には日本政府により旭日重光章を授与されている。
2014年8月付けの『フォーブズ』誌にロスは純資産29億ドルにも上る世界有数の大富豪として掲載された。またロスチャイルドに従事しながら機関化現象に中心的な役割を果たし、N・M・ロスチャイルド&サンズに所属していた頃にドナルド・トランプと知り合う。2016年11月24日にAP通信はロスがトランプ次期政権の次期商務長官に指名される見通しであると報じ、同年11月30日にトランプ政権移行チームがその意向を認めた。
2021年7月23日、中国外務省は、ジョー・バイデン政権が中国政府の香港出先機関の高官ら7人に制裁を科したことへの報復として、ロスらアメリカの計7個人・組織に対し「反外国制裁法」に基づいて制裁を科すと発表した。

## 商務長官
2016年11月30日にドナルド・トランプ次期大統領によって商務長官に指名された。公聴会は2017年1月18日に開催され、2017年1月24日にアメリカ合衆国上院の商業・科学・交通委員会で発声投票により承認された。2017年2月27日にウィルバー・ロスの第39代アメリカ合衆国商務長官就任はアメリカ合衆国上院において賛成72・反対27で承認された。上院の公聴会では「真っ先に対処するのはNAFTA（北米自由貿易協定）だ」と述べ、メキシコ・カナダ両国に再交渉を通知する考えを表明したと報道されている。
2017年3月10日に商務長官就任後の記者会見で、日本との通商関係は優先度が高いと発言した。日本の世耕弘成経済産業大臣と3月16日にワシントンD.C.で会合を開催する見込みと報道された。

### 2017年の動向
2017年3月30日にロスはCNBCのインタビューに対して、「メキシコとカナダだけでなく、世界のほとんどの国に不公正が残っている。欧州連合・中国・日本は輸出に際して付加価値税を課していない。しかしアメリカでは同様の優遇措置を適用できない。交渉で優先する事項は税の条件を公平にすることである」と述べた。2017年5月4日には3月の貿易統計から対日貿易赤字が前月比で33パーセント増えたことについて、耐えがたい水準に達していると声明を発表した。5日には鉄鋼のような本質的に重要な産業においてアメリカ市場が破壊されることはもはや許せないと述べ、日本とトルコから輸出された鉄筋にダンピング認定し、日本に206.43パーセントから209.46パーセント・トルコに5.39パーセントから8.17パーセントの反ダンピング関税を課すことを決定した。一方で上院の公聴会では「世界で最も保護主義的な国だ」と批判していた中国に対してはアメリカの貿易赤字の半分を占めるにもかかわらず、「改善している」と批判を避けた。11日にトランプ政権で初めての貿易交渉での合意である「100日計画」を発表した際は「米中の今までの歴史を超える超人的な偉業」と自賛した。
2017年11月8日にトランプ大統領のアジア歴訪に途中から同行してボーイング、ゼネラル・エレクトリック、ハネウェル、ゴールドマン・サックスなど大企業のCEOら財界人で構成された使節団を率いて中華人民共和国を訪問し、北京の人民大会堂で行われた90億ドル規模の契約の調印式に中国の汪洋国務院副総理と共に出席した。

### 2018年の動向
2018年5月3日にマヌーチン財務長官・ライトハイザー通商代表・クドロー国家経済会議委員長・ナヴァロ通商製造業政策局局長らと共に中華人民共和国の北京を訪問して中国の劉鶴国務院副総理らと通商協議を行い、17日からワシントンDCで開催された第2回の通商協議にも出席した。
2018年5月31日に中国を初めとする日本など、世界各国に同年3月から適用した鉄鋼・アルミニウムの関税を暫定的に除外していたカナダ・メキシコ・ヨーロッパ連合にも課すことを決定した。翌6月2日に中国を訪問し、中国の劉鶴副首相と第3回の通商協議を行って対中貿易赤字削減策の具体化を議論し、7日にZTEの操業禁止措置解除で合意したと述べた。
2018年6月20日に中国製・日本製・ドイツ製・ベルギー製・スウェーデン製の一部品目を対象に鉄鋼輸入制限の初の除外を発表した。

## パラダイス文書
パラダイス文書を足がかりとする調査によって、ロシアのウラジーミル・プーチン大統領家族と近いガス会社である（シブール）との取引で利益を得ていたことが分かった。